# Схема шифрования GGH
Схема шифрования GGH (англ. Goldreich–Goldwasser–Halevi) — асимметричная криптографическая система, основанная на решётках. Также существует схема подписи GGH. 
Криптосистема опирается на решения задачи нахождения кратчайшего вектора и задачи нахождения ближайшего вектора. Схема шифрования GGH, опубликованная в 1997 году учёными Oded Goldreich, Shafi Goldwasser и Shai Halevi, использует одностороннюю функцию с потайным входом, ведь учитывая любой базис решётки, легко генерировать вектор, близкий к точке решётки. Например, взяв точку решётки и добавив небольшой вектор ошибки. Для возвращения из вектора ошибки в исходную точку решетки необходим специальный базис. В 1999 году Phong Q. Nguyen сделал уточнение к оригинальной схеме шифрования GGH, что позволило решить четыре из пяти задачи GGH и получить частичную информацию о последней. Хотя GGH может быть безопасным при определенном выборе параметров, его эффективность по сравнению с традиционными криптосистемами с открытым ключом остается спорной. Зачастую при шифровании требуется высокая размерность решётки, в то время как размер ключа растет примерно квадратично относительно размера решётки.
Единственной решётчатой схемой, которая справляется с высокими размерностями, является NTRU.

## Алгоритм
GGH включает в себя открытый ключ и закрытый ключ.
Закрытым ключом является основание {\displaystyle B} решетки {\displaystyle L}  с унимодулярной матрицей {\displaystyle U}.
Открытый ключ является ещё одним основанием решётки {\displaystyle L} вида {\displaystyle B'=UB}.
Пусть пространство сообщений М состоит из векторов {\displaystyle (m_{1},...,m_{n})}, принадлежащих интервалу {\displaystyle -M<m_{i}<M}.

### Шифрование
Дано сообщение {\displaystyle m=(m_{1},...,m_{n})}, ошибка {\displaystyle e} и открытый ключ {\displaystyle B'}:
{\displaystyle v=\sum m_{i}b_{i}'}
В матричной записи:
{\displaystyle v=m\cdot B'}
Нужно помнить, что {\displaystyle m} состоит из целочисленных значений, {\displaystyle b'}
является точкой решётки, поэтому {\displaystyle v} также является точкой решётки. Тогда зашифрованный текст:
{\displaystyle c=v+e=m\cdot B'+e}

### Расшифровка
Для расшифровки шифротекста вычисляется:
{\displaystyle c\cdot B^{-1}=(m\cdot B^{\prime }+e)B^{-1}=m\cdot U\cdot B\cdot B^{-1}+e\cdot B^{-1}=m\cdot U+e\cdot B^{-1}}
Для удаления {\displaystyle e\cdot B^{-1}}, если он достаточно мал, используется метод округления Бабая .
Тогда, чтобы получить текст:
{\displaystyle m=m\cdot U\cdot U^{-1}}

## Анализ безопасности
В этом разделе рассматривается несколько способов атаки криптосистемы.

### Атака округлением
Атака округлением — наиболее очевидная атака данной криптографической системы, кроме атаки грубой силы — поиска вектора ошибки {\displaystyle e.}Ее суть заключается в использовании открытого ключа B для инвертирования функции таким же образом, как и при использовании закрытого ключа R. А именно, зная {\displaystyle c=B\cdot v+e}, можно вычислить {\displaystyle B^{-1}\cdot c=v+B^{-1}\cdot e}. Таким образом, можно найти вектор {\displaystyle d=B^{-1}\cdot e}.
При размерности ниже 80 LLL алгоритм способен правильно определять основание, однако начиная с размерности 100 и выше, данная атака хуже, чем тривиальный перебор вектора ошибок.

### Атака штурмом
Данный алгоритм — очевидное уточнение атаки округлением. Здесь используется лучший алгоритм аппроксимации задачи кратчайших векторов. В частности, вместо алгоритма округления Babai используется алгоритм ближайшей плоскости. Он работает следующим образом. Дана точка {\displaystyle c} и уменьшенный базиc {\displaystyle B} = {{\displaystyle {b_{1}},\dots {b_{n}}}} для LLL. Рассматриваются все аффинные пространства
{\displaystyle {H_{k}}} = {{\displaystyle k\cdot {b_{n}}}+{\displaystyle \sum _{i=0}^{n-1}{a_{i}}\cdot {b_{i}}}} : {\displaystyle {a_{i}}\in {\mathcal {R}}}}
. Для всех {\displaystyle k\in {\mathcal {Z}}} находится гиперплоскость {\displaystyle {H_{k}}}, ближайшая к точке {\displaystyle c}. Далее на (n - 1)-мерное пространство, которое охватывается {\displaystyle B} = {{\displaystyle {b_{1}},\dots {b_{n}}}}, проектируется
точка {\displaystyle c-k\cdot {b_{n}}}.
Это дает новую точку {\displaystyle c'}и новый базис {\displaystyle B'} = {{\displaystyle {b_{1}},\dots {b_{n}}}}. Теперь алгоритм рекурсивно переходит к поиску точки  {\displaystyle p'} в этой (n - 1)-мерной решетки, близкой к {\displaystyle c'}. Наконец, алгоритм устанавливает {\displaystyle p=p'+k\cdot {b_{n}}}.
Данный метод работает гораздо быстрее предыдущего. Тем не менее, его рабочая нагрузка также растет экспоненциально с размерностью решетки. Эксперименты показывают, что при использовании
LLL в качестве алгоритма сокращения решетки требуется некоторое время на поиск, начиная с
размеров 110-120. Атака становится неосуществимой, начиная с размеров 140-150.

### Атака внедрения
Еще одним способом, который часто используется для аппроксимации
задачи нахождения ближайшего вектора, является
вложение n базисных векторов и точки {\displaystyle c}, для которой необходимо найти близкую точку решетки
в (n + 1)-мерной решетке
{\displaystyle B'={\begin{pmatrix}\vdots &\vdots &\vdots &\cdots &\vdots \\c&b_{1}&b_{2}&\cdots &b_{n}\\\vdots &\vdots &\vdots &\ddots &\vdots \\1&0&0&\cdots &0\end{pmatrix}}}
Затем используется алгоритм сокращения решетки для поиска кратчайшего ненулевого вектора в {\displaystyle L(B')}, в надежде, что первые n элементов в этом векторе будут ближайшими точками к {\displaystyle c}.
Проведенные над этой атакой эксперименты (используя LLL как инструмент для поиска кратчайших
векторов) указывают на то, что она работает до размерностей около 110-120, что лучше, чем атака округлением, которая становится хуже тривиального поиска уже после размерности равной 100.

### Оценка эффективности атак[7]

#### Оценка атаки округлением

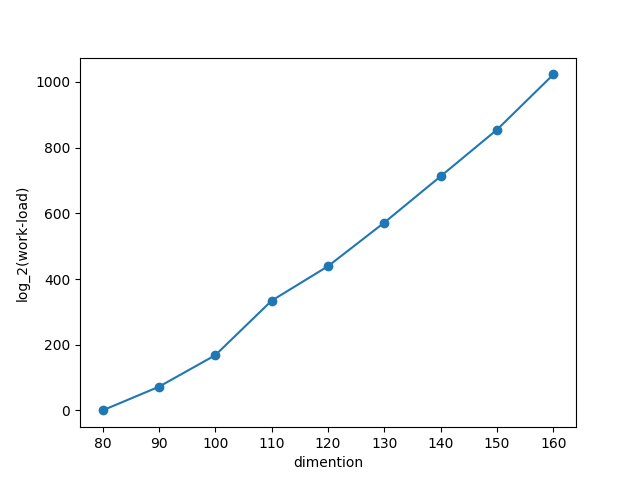
Округление

Пусть в каждом измерении {\displaystyle n} создано пять закрытых базисов. Каждый базис выбирается как {\displaystyle {R_{i}}}= {\displaystyle 4\left|{\sqrt {n}}\right|\cdot I}+ rand{\displaystyle (\pm 4)}, где I — тождественная матрица, а rand{\displaystyle (\pm 4)}— квадратная матрица, члены которой выбираются равномерно из диапазона {\displaystyle {-4,...,4}}. Для каждого базиса {\displaystyle {R_{i}}} вычисляется значение {\displaystyle {\sigma _{i}}} = {\displaystyle ({\gamma _{i}}{\sqrt {8\ln({2n}/{\varepsilon })}})^{-1}}, где {\displaystyle {\gamma _{i}}} — евклидова норма наибольшей строки {\displaystyle {R_{i}}^{-1}}, а {\displaystyle \varepsilon =10^{-5}}. Для каждого закрытого базиса {\displaystyle {R_{i}}}генерируется пять открытых базисов {\displaystyle {B_{ij}}}
{\displaystyle {work-load_{ij}}} = {\displaystyle ({\pi }e)^{n/2}}{\displaystyle \cdot {\sigma _{i}^{n}}}{\displaystyle \cdot {\frac {orth-defect^{*}({B_{ij}})}{det|{B_{ij}}|}}}, где {\displaystyle orth-defect^{*}} — двойной дефект ортогональности: {\displaystyle orth-defect^{*}(B)=|det(B)|\cdot \prod _{i}\|{\hat {b_{i}}}\|,} где {\displaystyle {\hat {b_{i}}}} обозначает строку матрицы {\displaystyle B^{-1}}.

#### Оценка атаки штурмом
Для оценки атаки штурмом использовались такие же открытый и закрытый базисы, как и в атаке округлением.

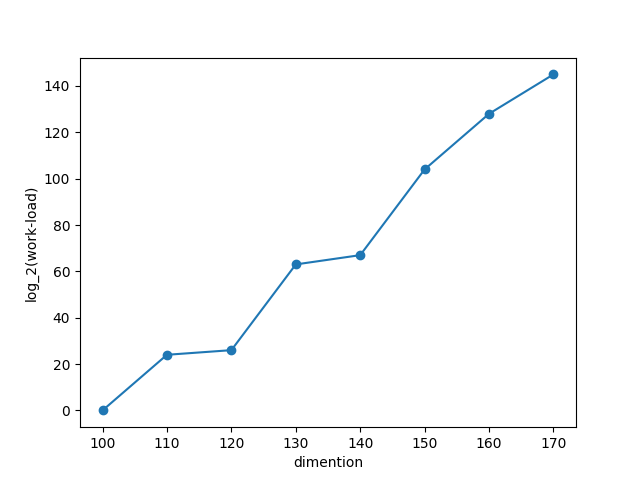
Штурм

#### Оценка атаки внедрением
Так как нельзя говорить о «рабочей нагрузке» атаки внедрением, было измерено максимальное значение {\displaystyle {\sigma }} (связанное с вектором ошибок), для которого эта атака работает. Для этих экспериментов использовались те же закрытые базисы {\displaystyle {R}} и открытые базисы {\displaystyle {B_{ij}}}, что и для предыдущих двух атак. Затем использовался каждый открытый базис для оценки функции на нескольких точках, используя несколько различных значений {\displaystyle \sigma } и проверялось, восстанавливает ли атака внедрения зашифрованное сообщение.

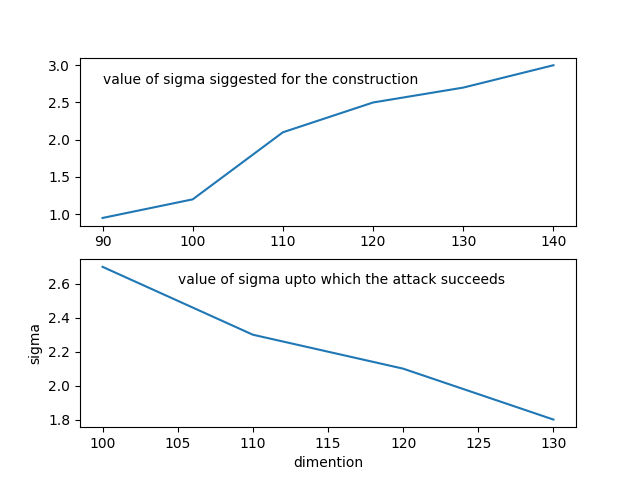
Внедрение

## Пример
Пусть {\displaystyle L\subset \mathbb {R} ^{2}} решетка с основанием {\displaystyle B} и обратным ему {\displaystyle B^{-1}}:
{\displaystyle B={\begin{pmatrix}7&0\\0&3\\\end{pmatrix}}} и {\displaystyle B^{-1}={\begin{pmatrix}{\frac {1}{7}}&0\\0&{\frac {1}{3}}\\\end{pmatrix}}}
С унимодулярной матрицей:
{\displaystyle U={\begin{pmatrix}2&3\\3&5\\\end{pmatrix}}} и
{\displaystyle U^{-1}={\begin{pmatrix}5&-3\\-3&2\\\end{pmatrix}}}
Получаем:
{\displaystyle B'=UB={\begin{pmatrix}14&9\\21&15\\\end{pmatrix}}}
Пусть сообщение {\displaystyle m=(3,-7)}и вектор ошибок {\displaystyle e=(1,-1).} Тогда зашифрованный текст:
{\displaystyle c=mB'+e=(-104,-79)}
Для расшифровки необходимо:
{\displaystyle cB^{-1}=\left({\frac {-104}{7}},{\frac {-79}{3}}\right)}
Это округляется до {\displaystyle (-15,-26).}
И сообщение восстанавливается с:
{\displaystyle m=(-15,-26)U^{-1}=(3,-7).\,}